# Myron Bolitar
Myron Bolitar Es un personaje ficticio protagonista de una serie de novelas de intriga escritas por Harlan Coben.
El protagonista de la serie es un exjugador de baloncesto y dueño de MB SportsReps (o sencillamente MB Reps en libros más tardíos), una agencia que representa a estrellas del deportes y celebridades. Bolitar mide 6 pies y 4 pulgadas y es considerado guapo por muchas mujeres.
Myron demostró su talento para el baloncesto estudiando 6.º grado y fue reclutado por la Universidad de Duque en Durham, Carolina del Norte; sus equipos ganaron dos títulos NCAA en cuatro años. El Boston Celtics le seleccionó en la primera ronda. Con Boston Celtics su número era el 34. En un partido de pretemporada contra los Balas de Washington, sufrió una lesión de rodilla que acabó con su carrera de baloncesto. Myron Entonces regresó a la universidad, estudiando en la Escuela de Leyes de Harvard, y finalmente convirtiéndose en agente de deportes.
Dos caracteres de apoyo regulares aparecen en la serie: Windsor Horne Lockwood III y su ayudante en MB Reps, Esperanza Diaz. Windsor es un excéntrico, millonario frecuentemente implicado en los casos de Myron. Windsor y Myron estudiaron taekwondo en un dojo. Esperanza empezó como una ayudante, pero Myron la hace su socia en el séptimo libro (El Miedo más Oscuro) después de que Esperanza consigua su grado de ley de la Universidad de Nueva York.
Bolitar está descrito como un buen agente para sus clientes, cuidando de sus necesidades y sin explotarles como hacen las agencias más grandes. Él también ayuda a sus clientes en sus vidas privadas, lo que le coloca a menudo como un "detective accidental." Su oficina está cerca de la de Windsor y a veces se pasan los clientes. Tiene como recepcionista a Big Cindy, una mujer que tiene la altura de Myron, pesa más de 130 kilos y que su exótico maquillaje sería la envidia de los miembros del grupo de rock Kiss. Windsor y Myron son fanes de Batman, a menudo llaman a su coche el "Batmobile."
Myron es de origen judío y su primer nombre no le gusta demasiado. Su madre era abogada y su padre empresario; hasta que ya ancianos los dos se trasladaran a la Florida, siguió viviendo con ellos, no por necesidad sino por comodidad. También tiene un hermano más joven, Brad, al que por muchos años se le dio por muerto en un accidente automovilístico, pero en realidad quiso que así se pensara para proteger a su familia. Durante un tiempo Myron cuidó de su sobrino Mickey, hijo de Brad, hasta que éste reapareció.
Su bebida favorita es el chocolate Yoo-Hoo. Tiene un gran sentido del humor y conduce un Ford Taurus, descrito como pollito trawler en los libros.
Su relación más larga había sido con Jessica Culver, hasta que rompieron. Para disgusto de Esperanza que le tiene asco, la siguió queriendo.
Otras de sus parejas han sido Emily Downing y Ali Wilder, pero finalmente se casa con Terese Collins.
Las novelas de Bolitar han ganado tres premios para Coben: un Edgar (por Fade Away), un Shamus (Drop Shot) y un Anthony (Deal Breaker).